# Garda Air Support Unit
La Garda Air Support Unit (ou GASU) est une unité de la Garda Síochána créée en 1997. La GASU fait partie de l'unité de soutien opérationnel, qui fournit une assistance spécialisée à l'ensemble du pays. L'unité de soutien opérationnel comprend également la Garda Water Unit (en), la Garda Dog Unit (en) et la Garda Mounted Unit (en).

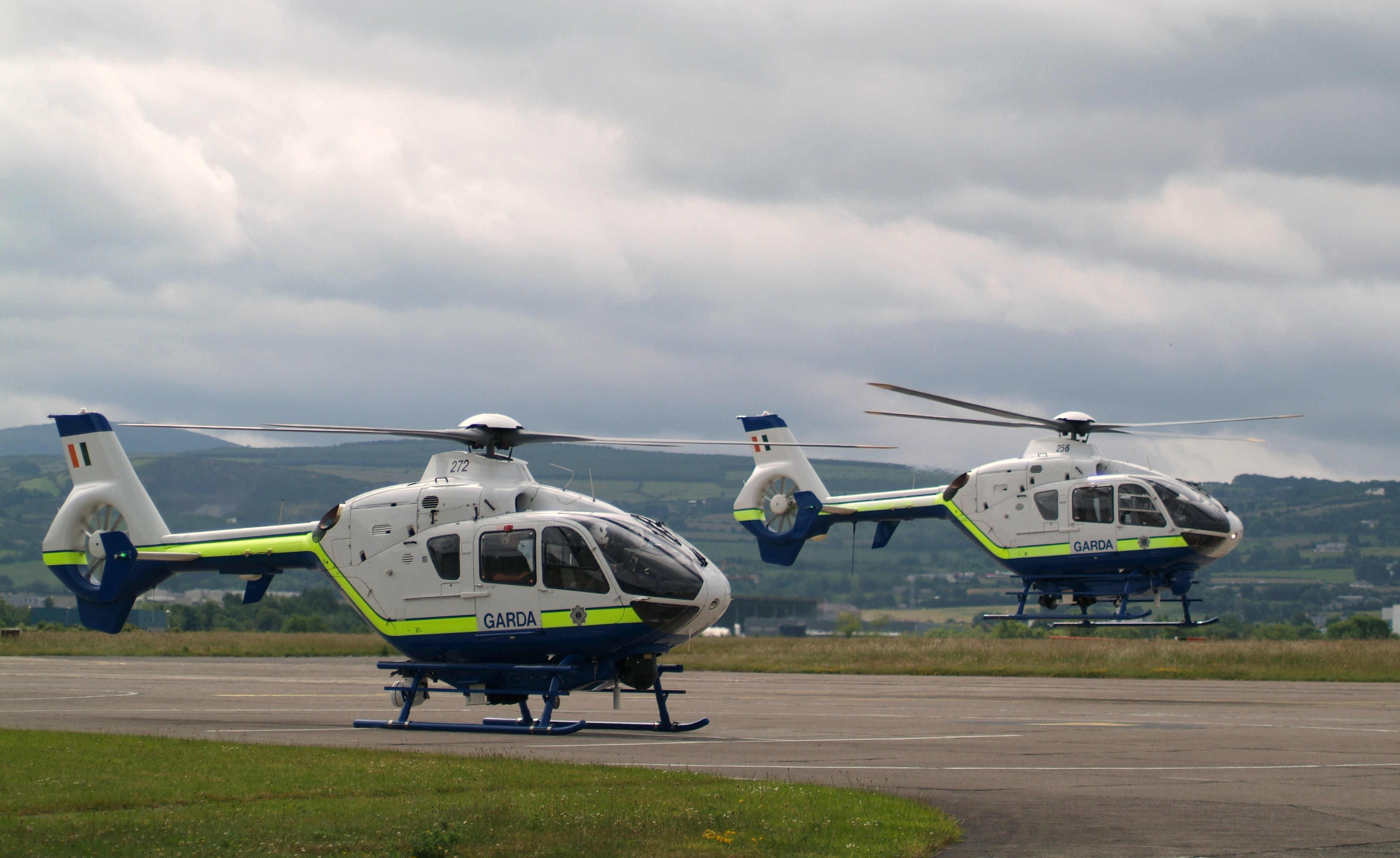
Les deux EC-135 de la Garda en 2008.

Les appareils de la GASU sont entretenus et exploités par l'Irish Air Corps, et basé sur l'aérodrome Casement près de Dublin. L’unité exploite, en 2022 un avion Britten-Norman BN 2T-4S Defender 4000 entré en service le 15 aout 1992 et deux hélicoptères EC 135 T2 entrés en service les 5 décembre 2002 et le 15 juin 2008.
Un hélicoptère Eurocopter AS355N était utilisé par l’unité jusqu’en janvier 2008, date à laquelle il a été remplacé par un deuxième EC 135 T2. 
Le budget de 32 millions d'euros annoncé pour 2023 pour la GASU vise à remplacer l'avion BN Defender et acquérir un nouvel hélicoptère
Entre 2007 et 2008, l'unité a publié des chiffres indiquant qu'elle avait contribué à 1 300 arrestations au cours des trois dernières années et qu'elle avait localisé 14 personnes au cours d'opérations de recherche et de sauvetage en 2007. Les responsabilités de la GASU consistent notamment à fournir un rôle de soutien actif à la Garda Síochána et à la police. des aéronefs peuvent être déployés lors d'incidents dans les circonstances suivantes :
- Une menace immédiate pour la vie.
- Incidents criminels, terroristes ou d’importance nationale.
- Menace immédiate de désordre public grave.
- Tâche qui mènera à la prévention ou à la détection immédiate du crime.
- Recueillir des preuves et prévenir ou détecter le crime, ou éviter un désordre public grave.
- Recueillir des informations sur les incidents liés à la criminalité, aux troubles de l'ordre public et à la circulation, et traiter ces incidents.
- Recueillir des images aériennes lors d'un événement majeur.